# Ríkharður Daðason
Ríkharður Daðason (ur. 26 kwietnia 1972 w Reykjavíku) – islandzki piłkarz. 1 stycznia 2006 roku zakończył karierę.

## Kariera klubowa
Ríkharður piłkarską karierę rozpoczynał w Fram. Spędził w nim 8 sezonów i przeniósł się do Greckiego drugoligowca, PAE Kalamata. W tym klubie zagrał tylko 10 meczów i strzelił 1 bramkę. Następnie wrócił na Islandię do stołecznego Reykjavíkur. W całym sezonie strzelił 7 goli w 16 meczach i to zaowocowało transferem do Vikinga FK.
Gra w tym klubie była jego najlepszym etapem w karierze. Zaliczył 3 bardzo dobre sezony i przeszedł do klub z League One, Stoke City. Zagrał tam 2 nieudane sezony. Po tej przygodzie przeszedł do Lillestrøm SK, a później grał jeszcze w Fredrikstad FK. W 2004 roku zdecydował się na powrót do swojego pierwszego klubu, Framu Reykjavík.
Spędził tam 2 sezony i zakończył karierę 1 stycznia 2006 roku.

## Kariera reprezentacyjna
Ríkharður grał w reprezentacjach juniorskich swojego kraju. W seniorskiej reprezentacji Islandii zadebiutował 7 maja 1991 roku w wygranym 4:1 meczu towarzyskim z Maltą, po raz ostatni zagrał w niej 20 listopada 2003 w zremisowanym 0:0 meczu towarzyskim z Meksykiem.